# Женева
Жене́ва (фр. Genève, нім. Genf) — місто на південному заході Швейцарії на узбережжі Женевського озера та річки Рона. Адміністративний центр кантону Женева. Друге за розміром місто Швейцарії після Цюриха.
Місце проведення міжнародних конференцій. Щорічно у березні відбувається Женевський автосалон, на якому автовиробники з усього світу представляють свої нові моделі.

## Історія

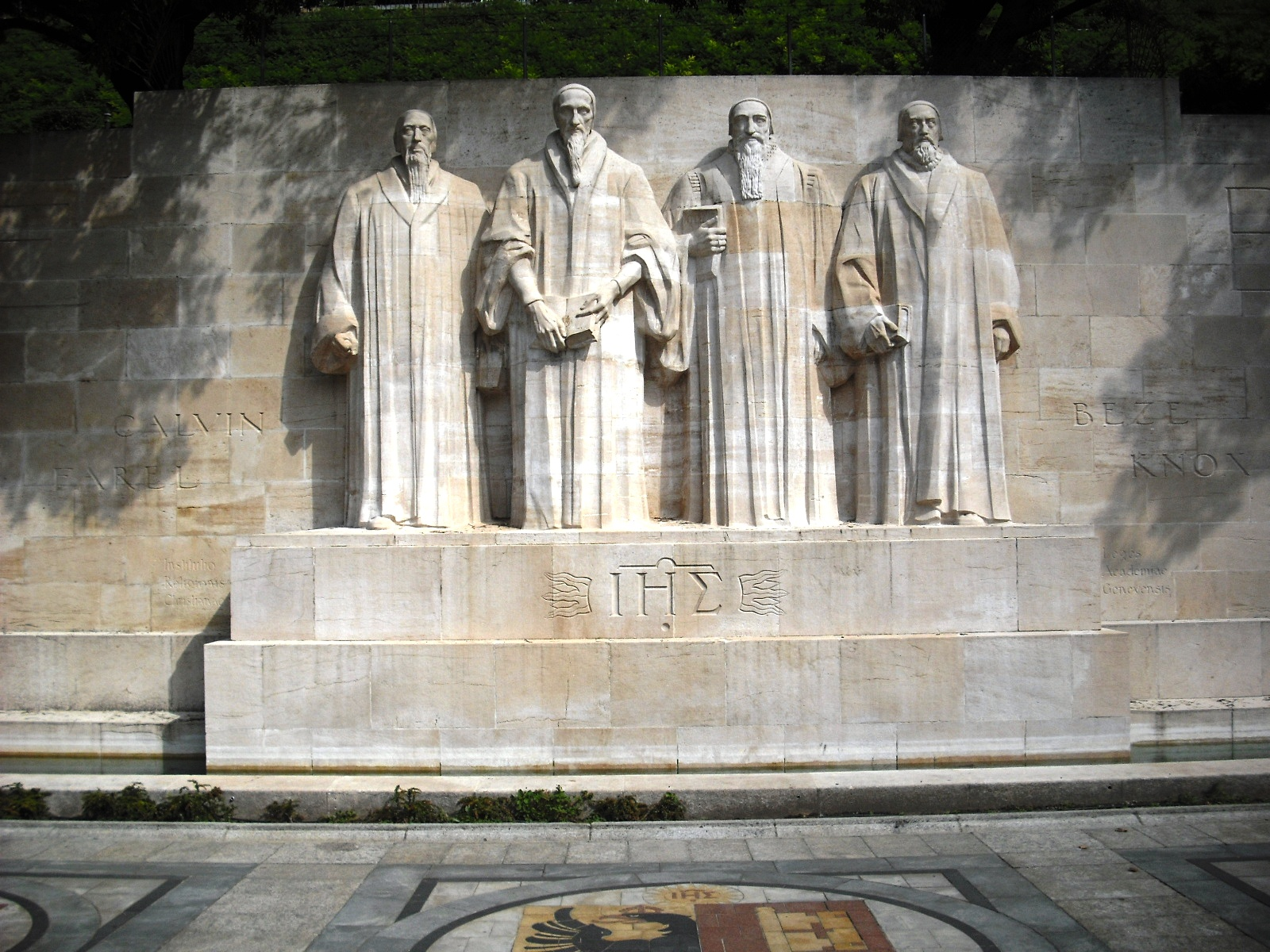
Стіна реформації, зліва на право: Гільом Фарель, Жан Кальвін, Теодор Беза і Джон Нокс

Перші поселення на місці сучасного міста виникли понад 2000 років тому. У 120 р. до н. е. римські війська захопили вже розвинуте місто в гирлі річки Рона (воно було засноване кельтами декілька століть тому). Римська назва міста — Генава, перша письмова згадка — в Записках про Галльську війну Юлія Цезаря. У IV столітті населення приймає християнство. У XI столітті місто стає частиною Священної Римської імперії. Женева отримала самоврядування в 1387 році.
У XVI столітті місто перетворюється на крупний європейський центр Реформації, що приймав велике число релігійних біженців, у тому числі з сусідньої Франції. У 1526 році Женева, Цюрих і Берн уклали оборонний союз (у 1584 році між містами був укладений постійний союз). У 1798 році Наполеоном місто приєднане до Франції. З 1815 року Женева перебуває у складі Швейцарії.

## Географія

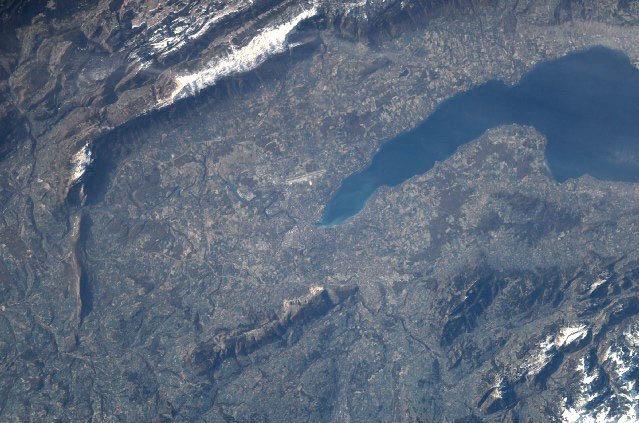
Фото з космосу місцевості біля Женеви

Женева розташована в південно-західному кінці Женевського озера, де з озера витікає Рона. Її оточує два гірські пасма, Альпи і Юра.
Місто розташоване на відстані близько 130 км на південний захід від Берна.
Женева має площу 15,9 км², з яких на 92,1% дозволяється будівництво (житлове та будівництво доріг), 1,5% використовуються в сільськогосподарських цілях, 3,1% зайнято лісами, 3,2% не є продуктивними (річки, льодовики або гори).
Частина озера, що омиває Женеву, має площу 38 км² і називається Мале озеро.
Висота Женеви над рівнем моря становить 373,6 м.

## Клімат
Середня річна температура повітря Женеви 11 °C. В липні 2015 року у місті зареєстрована найвища температура 39,7 °C, а в лютому 1956 року зареєстрована найнижча температура -20,0 °C.
| Клімат Женеви           | Клімат Женеви | Клімат Женеви | Клімат Женеви | Клімат Женеви | Клімат Женеви | Клімат Женеви | Клімат Женеви | Клімат Женеви | Клімат Женеви | Клімат Женеви | Клімат Женеви | Клімат Женеви | Клімат Женеви |
| Показник                | Січ.          | Лют.          | Бер.          | Квіт.         | Трав.         | Черв.         | Лип.          | Серп.         | Вер.          | Жовт.         | Лист.         | Груд.         | Рік           |
| Абсолютний максимум, °C | 17,3          | 20,6          | 24,9          | 27,9          | 33,8          | 36,5          | 39,7          | 37,6          | 34,8          | 27,3          | 23,2          | 20,8          | 39,7          |
| Середній максимум, °C   | 4,5           | 6,3           | 11,2          | 14,9          | 19,7          | 23,5          | 26,5          | 25,8          | 20,9          | 15,4          | 8,8           | 5,3           | 15,2          |
| Середня температура, °C | 1,5           | 2,5           | 6,2           | 9,7           | 14,2          | 17,7          | 20,2          | 19,5          | 15,4          | 11,1          | 5,5           | 2,8           | 10,5          |
| Середній мінімум, °C    | −1,3          | −1            | 1,6           | 4,8           | 9,1           | 12,3          | 14,4          | 14,0          | 10,8          | 7,4           | 2,4           | 0,1           | 6,2           |
| Абсолютний мінімум, °C  | −19,9         | −20           | −13,3         | −5,2          | −2,2          | 1,3           | 3,0           | 4,9           | 0,2           | −4,7          | −10,9         | −17           | −20           |
| Норма опадів, мм        | 76            | 68            | 70            | 72            | 84            | 92            | 79            | 82            | 100           | 105           | 88            | 90            | 1005          |
| ----------------------- | ------------- | ------------- | ------------- | ------------- | ------------- | ------------- | ------------- | ------------- | ------------- | ------------- | ------------- | ------------- | ------------- |
| Джерело: Meteo Swiss    |               |               |               |               |               |               |               |               |               |               |               |               |               |

## Демографія
2019 року в місті мешкало 203 951 особа (+8,8% порівняно з 2010 роком), іноземців було 48%. Густота населення становила 12811 осіб/км².
За віковим діапазоном населення розподілялося таким чином: 17,9% — особи молодші 20 років, 66,3% — особи у віці 20—64 років, 15,8% — особи у віці 65 років та старші. Було 90640 помешкань (у середньому 2,1 особи в помешканні).
Із загальної кількості 186 620 працюючих 38 було зайнятих в первинному секторі, 10 039 — в обробній промисловості, 176 543 — в галузі послуг.
Місто Женева знаходиться в центрі агломерації Велика Женева. Агломерація повністю включає кантон Женева, а також округ Ньйон у кантоні Во і кілька районів у сусідніх французьких департаментах Верхня Савоя та Ен. 2011 року в агломерації було 915 000 жителів, дві третини з яких жили на території Швейцарії й одна третина на території Франції. Завдяки стійкому демографічному росту (1,2 % на рік) очікується, що в найближчому майбутньому населення агломерації досягне одного мільйона осіб.
Населення переважно франкомовне. Англійська мова також поширена через велику кількість іноземців, що працюють в міжнародних установах та в банківському секторі. Станом на 2000 рік 128 622 або 72,3 % населення говорять французькою мовою, при цьому англійська є другою за поширеністю (7853 або 4,4 %). 7462 жителів говорять іспанською (або 4,2 %), 7320 говорять італійською (4,1 %), 7050 говорять німецькою (4,0 %) і 113 осіб говорять ретороманською. В результаті імміграційних потоків 1960-х і 1980-х років італійською, португальською та іспанською мовами говорить значна частина населення.
Станом на 2013 рік 48 % населення Женеви є іноземцями. Станом на 2008 рік гендерний розподіл населення становив 47,8 % чоловіків і 52,2 % жінок. Чоловіче населення складалося з 46 484 чоловіків-швейцарців (24,2 % населення) і 45 127 (23,6 %) чоловіків-іноземців. Серед жінок 56 091 жінка з Швейцарії (29,3 %) і 43 735 (22,9 %) жінок з інших країн.

## Релігія
Під час перепису 2000 було зареєстровано 66 491 католиків (37,4 % населення), у той час як 41 289 осіб (23,20 %) не належали до будь-якої церкви, були агностиками або атеїстами, 24 105 (13,5 %) належали до Швейцарської реформатської церкви і 8 698 (4,89 %) були мусульманами. 3 959 осіб належали до православних церков (2,22 %), 220 осіб (або близько 0,12 % населення), які належали до християнської католицької церкви Швейцарії, 2422 осіб (1,36 %), які належали до інших християнських церков, і 2601 (1,46 %), які були юдаїстами, 707 осіб, які були буддистами, 474, які були індуїстами, і 423, які належали до інших церков. 26 575 респондентів (14,93 %) не відповіли на питання.
Історично Женева вважалася протестантським містом і була відома як протестантський Рим, оскільки була базою Гільома Фареля, Жан Кальвіна, Теодора Бези та інших протестантських реформаторів. За минуле століття істотна імміграція з Франції та інших переважно римо-католицьких країн, а також загальна європейська секуляризація змінили її релігійний ландшафт. В результаті 2000 року в місті проживало втричі більше католиків, ніж протестантів, у той час як велика кількість жителів не входили ні в одну з релігійних груп. Женева є частиною Римо-католицького єпископства Лозанни, Женеви і Фрібуру.

## Культура
- Женевський великий театр
- Зал Вікторії
- Оркестр романської Швейцарії
- Женевський камерний оркестр

## Пам'ятки
- Собор святого Петра;
- Капела Маккабеса;
- Церква Нотр-Дам;
- Російська православна церква;
- Церква Сен-Жермен;
- Храм де ла Фустері;
- Стіна реформації;
- Ботанічний сад;
- Фонтан в Женевському озері, який б'є на висоту 136 метрів.

## Музеї

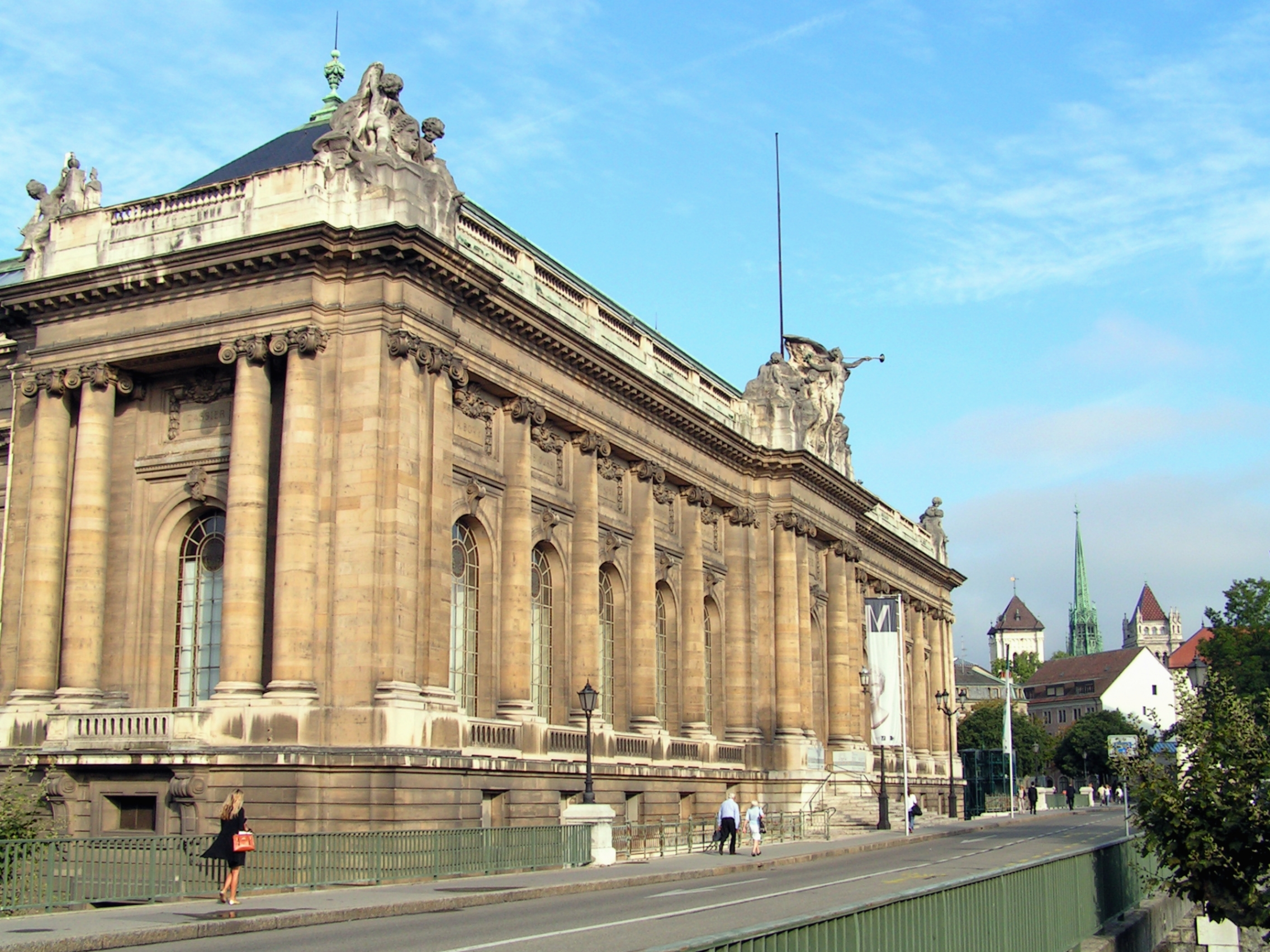
Женевський музей мистецтва і історії

- Женевський музей мистецтва і історії (археологічна колекція, колекція емалей і мініатюр, колекція живопису швейцарських художників Конрада Віца, Жана Етьєна Ліотара, Фердінанда Ходлера та інших);
- Музей Аріани (вироби зі скла, порцеляни, фаянсу і кераміки);
- Міжнародний музей автомобілебудування (більше 500 автомобілів);
- Музей автомобілів Жана Тюа (колекція автомобілів, випущених до 1939 року);
- Колекція Бауера (твори мистецтва Китаю та Японії);
- Музей Барб'є-Мюеллера (мистецтво античності і «примітивних» цивілізацій);
- Музей сучасного мистецтва;
- Музей Червоного Хреста;
- Музей годинників і мистецтва емалі;
- Етнографічний музей;
- Музей історії науки;
- Військовий музей;
- Музей Вольтера;
- музей Жана-Жака Руссо і музей реформації;
- Філателістичний музей.

## Освітні заклади

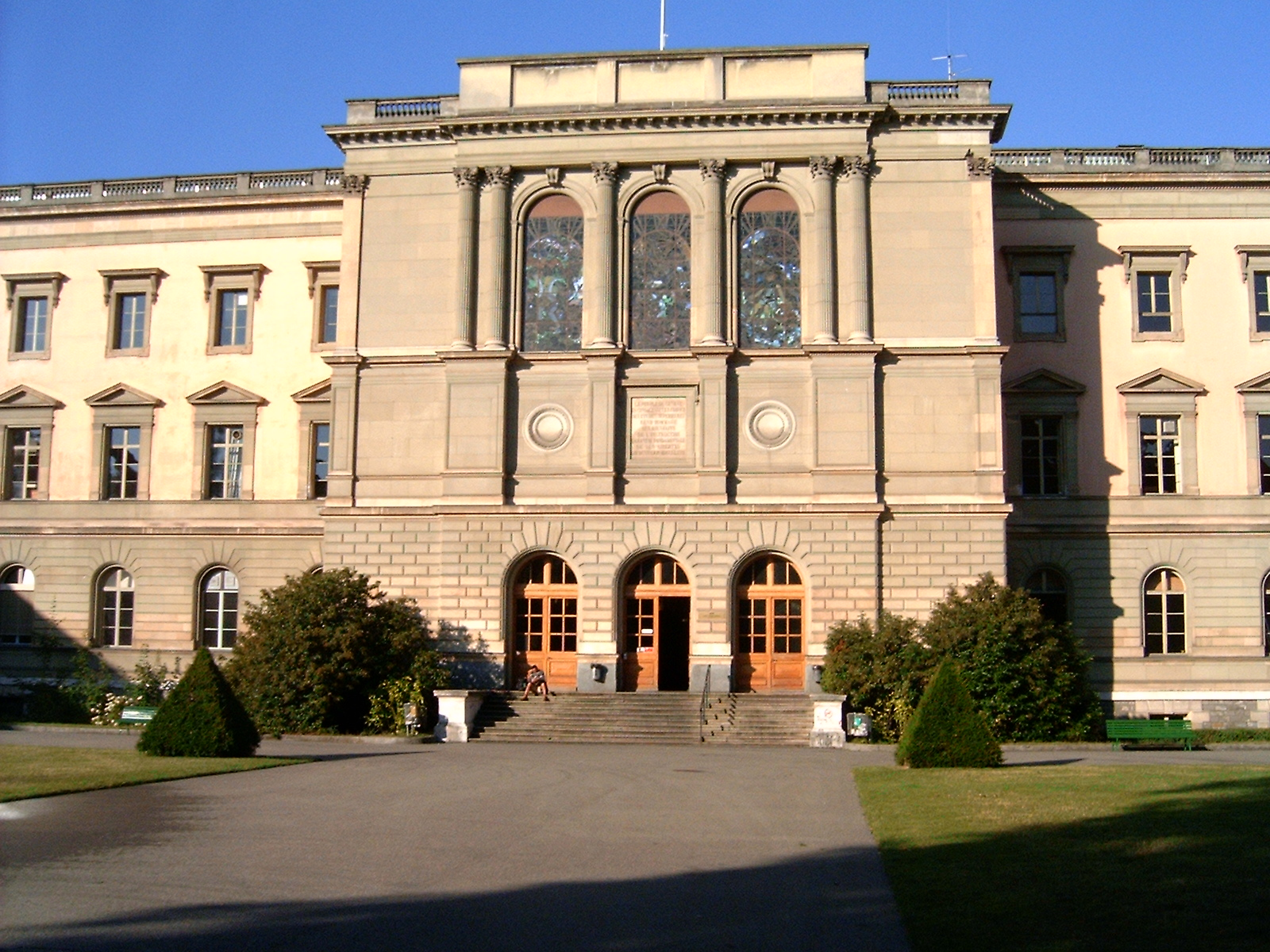
Женевський університет

В Женеві розташований другий за величиною швейцарський університет — Женевський університет, який був заснований 1559 року Жаном Кальвіном як теологічна семінарія. 1835 року була заснована Женевська консерваторія, яка є одним із співзасновників Міжнародного конкурсу виконавців у Женеві.
Враховуючи міжнародний статус Женеви, величезну кількість представників дипломатичного корпусу, дипломатичних представництв та багатьох міжнародних організацій, зокрема головної європейської штаб-квартири ООН, варто відзначити також наявність престижного навчального закладу — Женевського інституту міжнародних відносин та розвитку. Також в Женеві розташована Академія міжнародного гуманітарного права. Враховуючи велику кількість міжнародних установ і інтернаціональний склад жителів Женеви, у ній та у її околицях розташована значна кількість міжнародних шкіл, серед яких найстарішою та найбільшою у світі є Міжнародна школа в Женеві.

## Транспорт
Громадський транспорт — автобуси, тролейбуси і трамваї. Залізничний вокзал «Корнавен». Поблизу міста розташований міжнародний аеропорт.

## Міжнародні організації

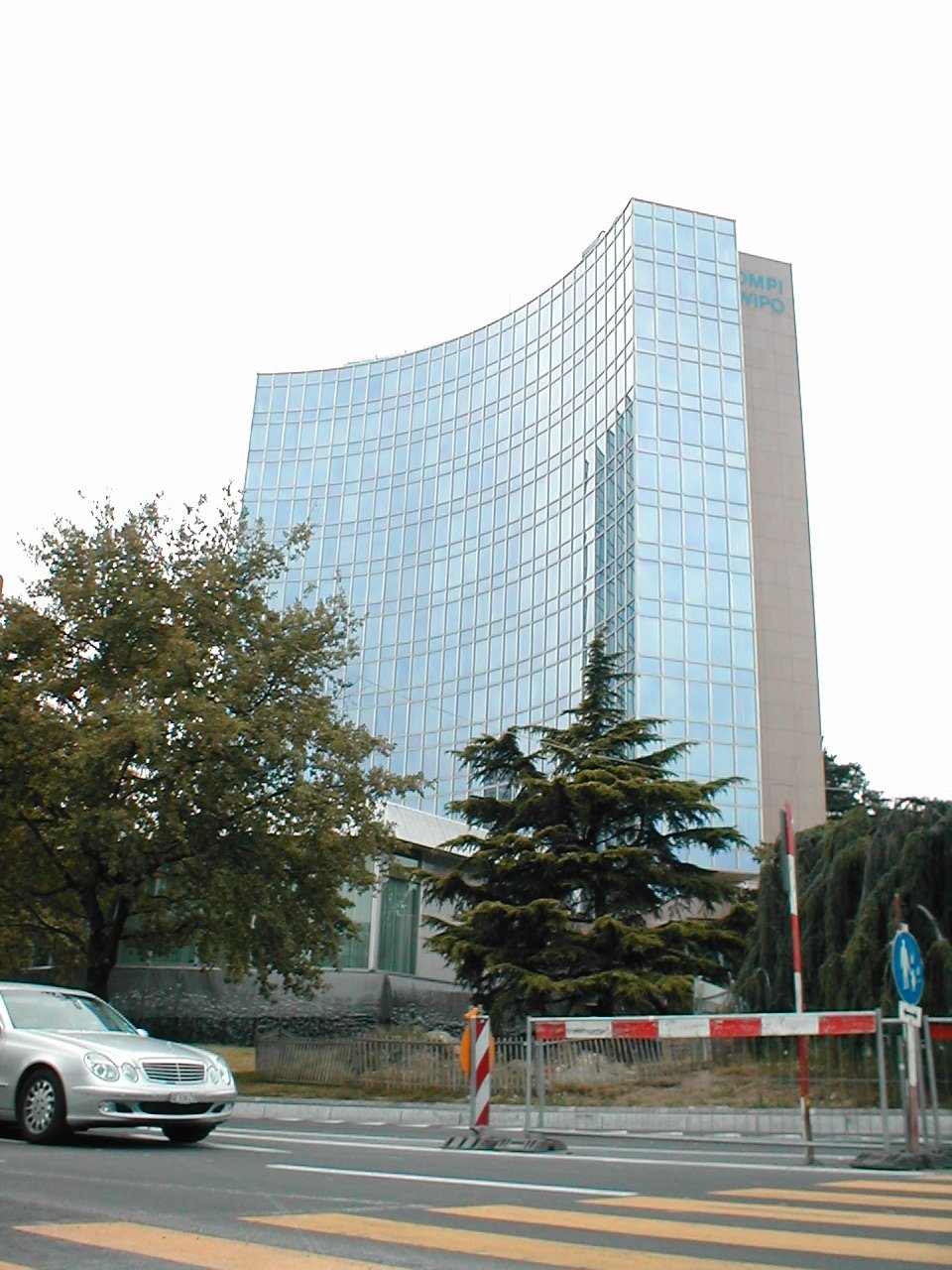
Всесвітня організація інтелектуальної власності

У 1919—1945 роках Женева була місцем перебування Ліги Націй, з 1946 року в місті знаходиться відділення Організації Об'єднаних Націй, а також штаб-квартири інших міжнародних організацій, зокрема:
- Всесвітня організація охорони здоров'я;
- Міжнародна організація праці;
- Світова організація торгівлі;
- Всесвітня метеорологічна організація;
- Міжнародний союз електрозв'язку;
- Всесвітня організація інтелектуальної власності;
- Міжнародний комітет Червоного Хреста;
- Міжнародна федерація товариств Червоного Хреста і Червоного Півмісяця;
- CERN — Європейська Організація Ядерних Досліджень;
- IRU — Міжнародний Союз Автомобільного Транспорту;
- Міжнародний Зелений Хрест;
- Управління Верховного комісара ООН у справах біженців;
- Міжпарламентський союз;
- Всесвітній економічний форум;
- Всесвітня рада церков.

## Міжнародні конвенції
У Женеві також проходить безліч міжнародних конференцій і підписуються найважливіші міжнародні документи, у тому числі:
- Женевська конвенція 1864 (про поліпшення долі поранених на полі бою),
- Конвенція про поводження з військовополоненими (1929),
- Женевські конвенції про захист жертв війни (1949),
- Конвенція про статус біженців (1951),
- Всесвітній Форум з гармонізації Правил для транспортних засобів (Женевська Угода 1958).

## Відомі люди

### Українці, які проживали в місті
- Коновалець Євген — полковник Армії УНР, комендант УВО, голова Проводу українських націоналістів (з 1927), перший голова ОУН.
- Ільченко Олесь — письменник.
- Лісовський Роберт Антонович — український художник-графік.

### Інші
- Жан Кальвін (1509—1564) — французький протестантський проповідник, засновник кальвінізму; жив, проповідував і помер в місті.
- Жан Етьєн Ліотар (1702—1789) — швейцарський художник, народився і помер в місті.
- Жан-Жак Руссо (1712—1778) — французький філософ-просвітитель, письменник, народився в місті.
- Рудольф Крейцер (1766—1813) — французький скрипаль-віртуоз, композитор, диригент та педагог.
- Еміль Жак-Далькроз (1865—1950) — швейцарський композитор і музичний педагог.
- Давидов Юрій Львович (1876—1965) — російський музичний діяч, народився в місті.
- Ернест Ансерме (1883—1969) — швейцарський диригент і композитор.
- Франк Мартен (1890—1974) — швейцарський композитор.
- Жан Піаже (1896—1980) — швейцарський психолог і філософ.
- Дені де Ружмон (1906—1985) — швейцарський письменник, філософ і громадський діяч.

### Уродженці Женеви
- Мішель Симон (1895—1975) — швейцарський і французький актор театру і кіно
- Шуламіт Кацнельсон (1919—1999) — новаторка ізраїльської педагогіки, Лауреат Державної премії Ізраїлю 1986 р.
- Волконський Андрій Михайлович (1933—2008) — російський композитор, клавесиніст, диригент.

## Цікавинки
У 1898 у Женеві італійський анархіст Луїджі Лучені вбив австрійську імператрицю Єлизавету.

## Галерея

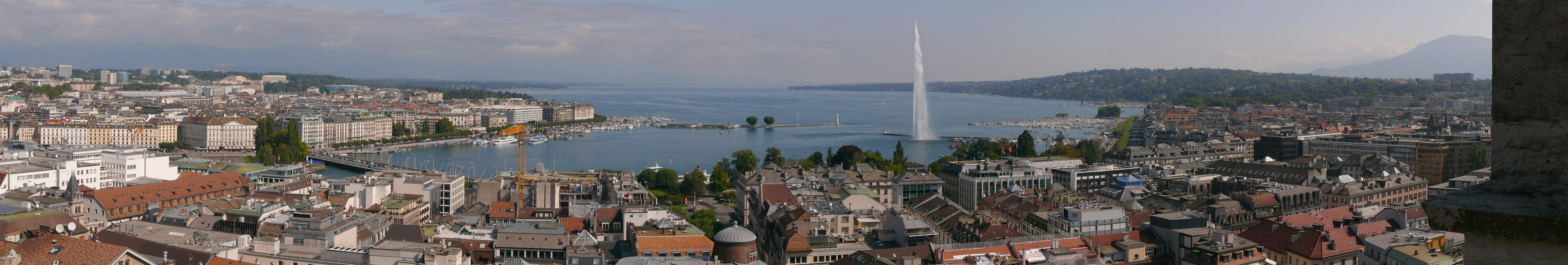
Панорама Женеви

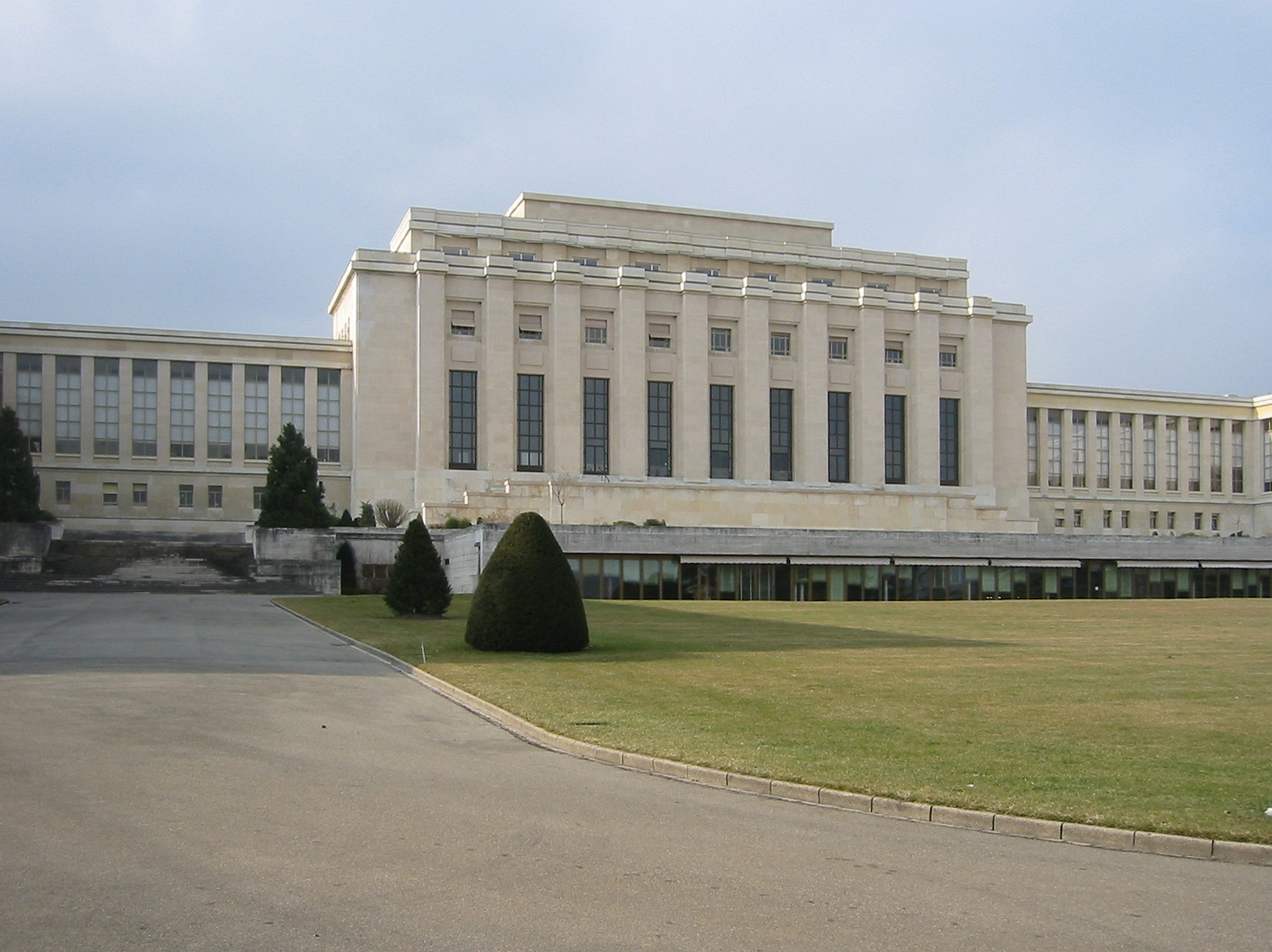
Палац Націй
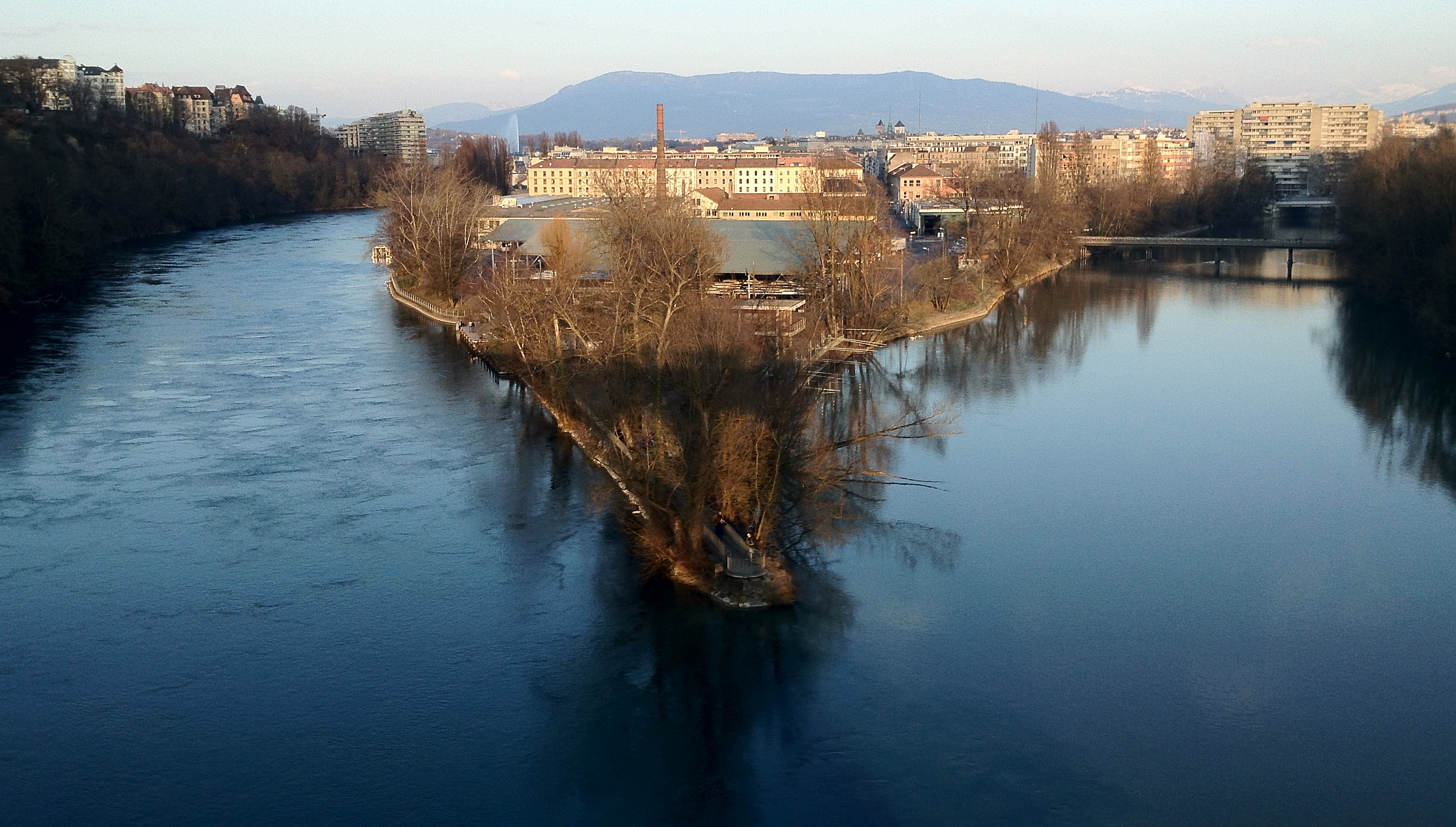
Злиття Рони і Арви
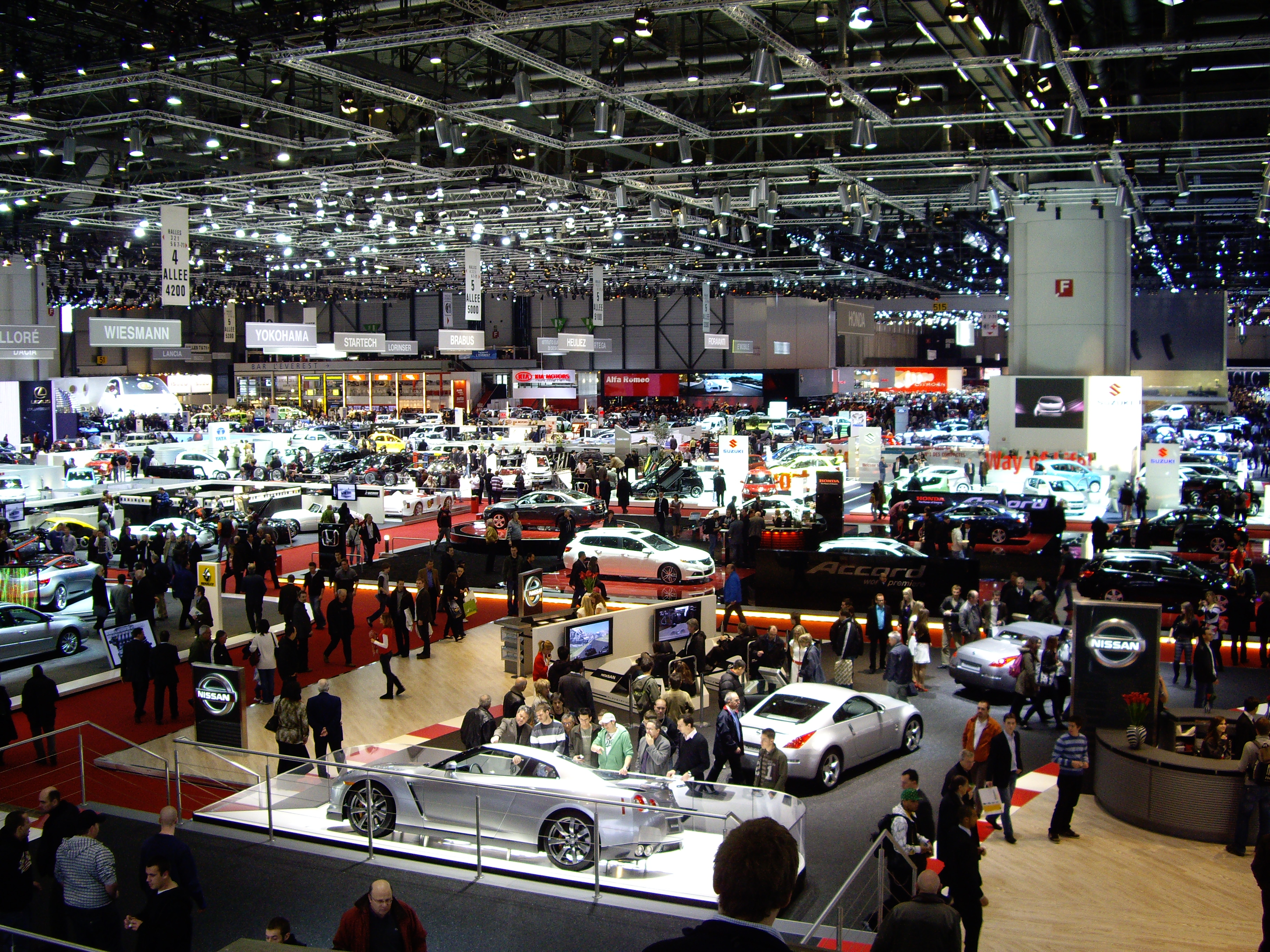
Женевський автосалон, 2008
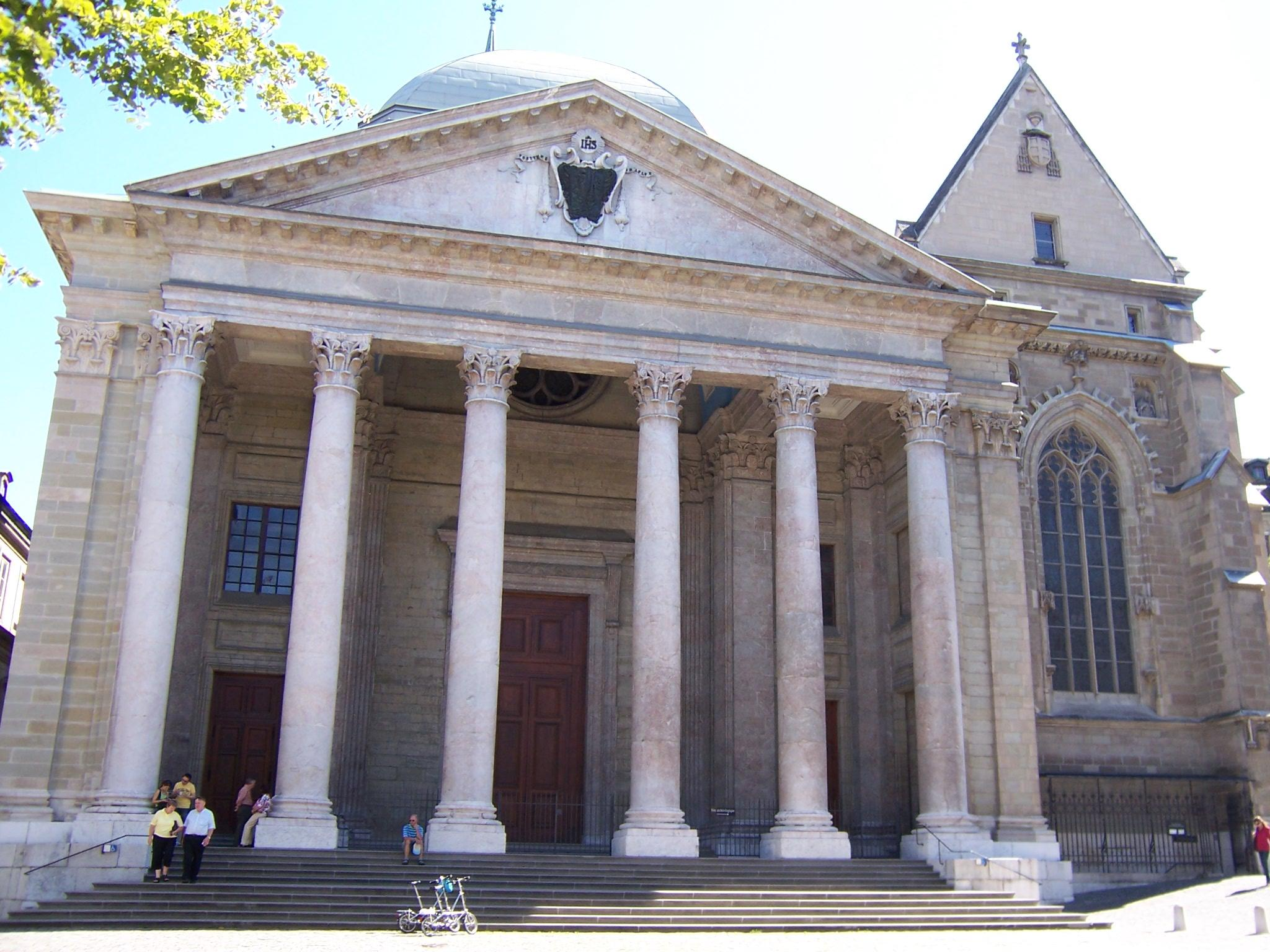
Собор святого Петра
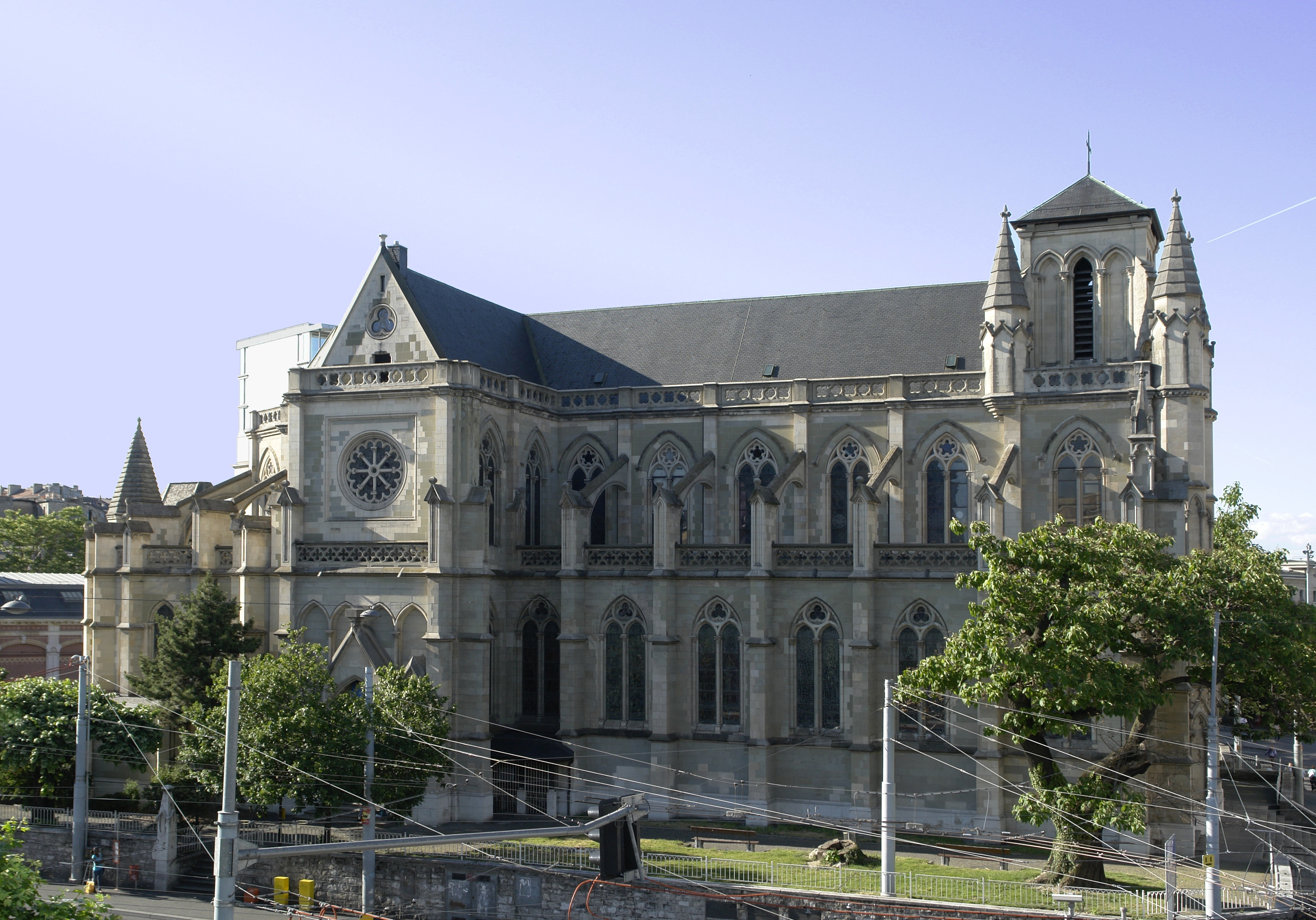
Церква Нотр-Дам
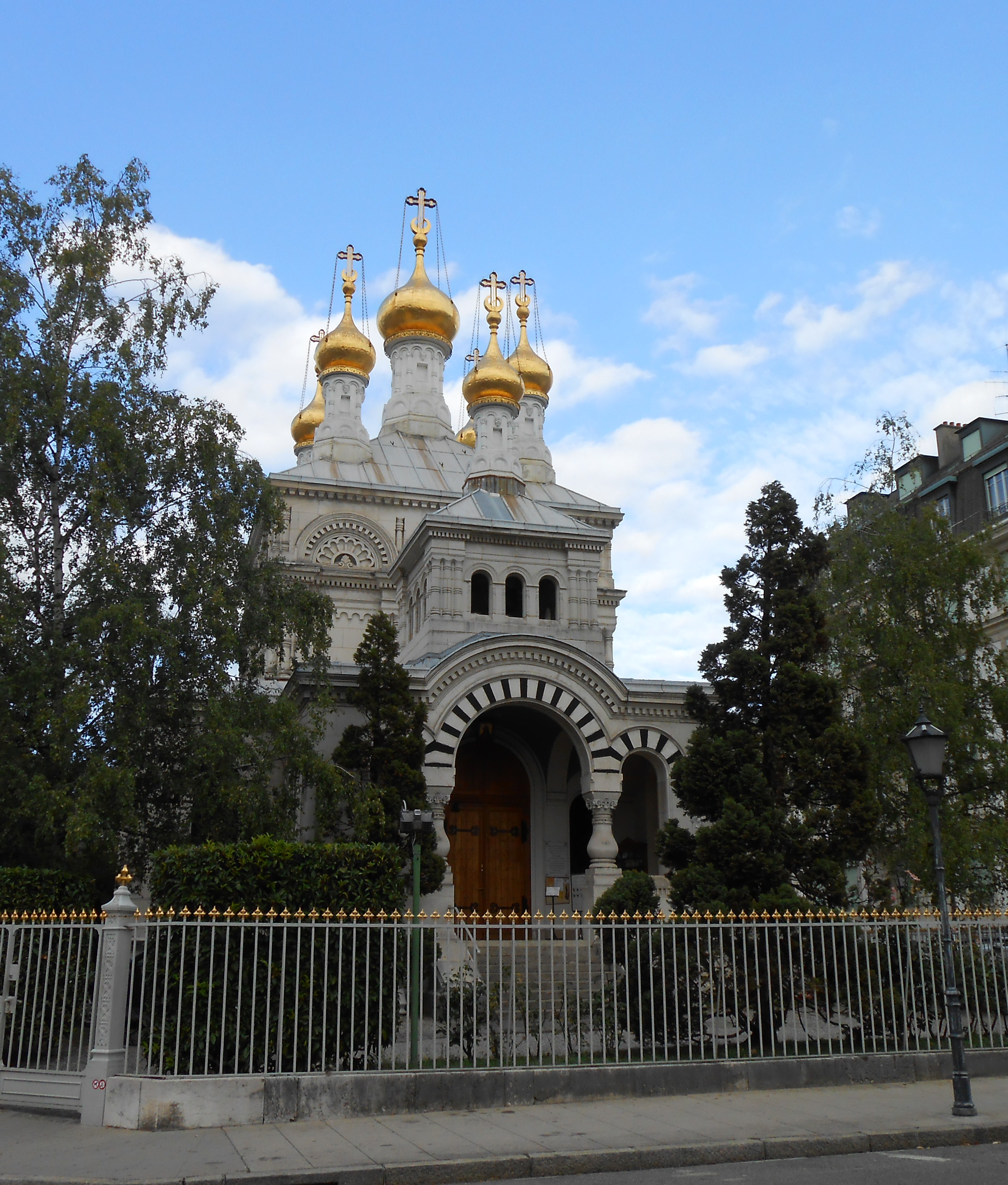
Російська православна церква
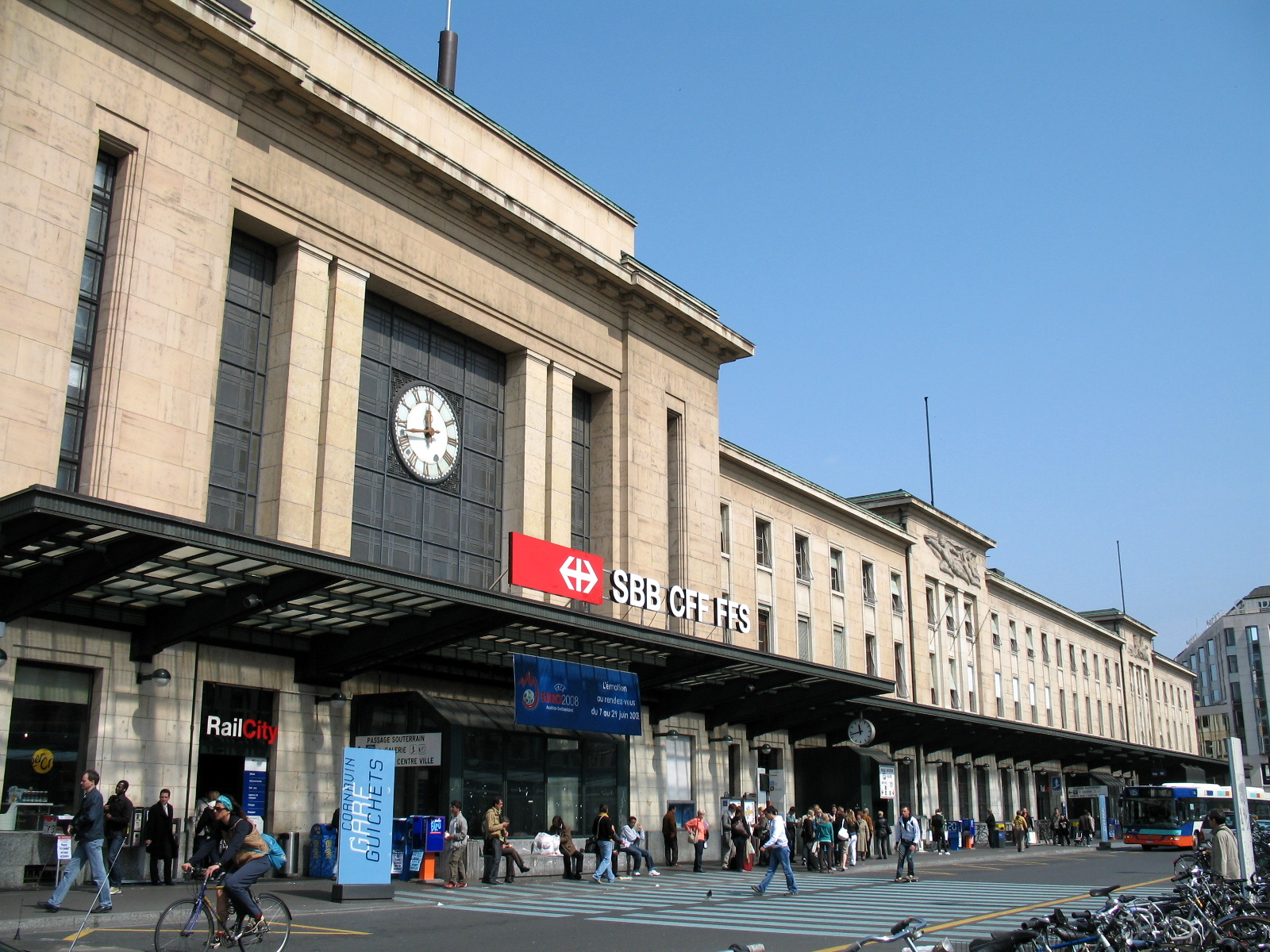
Залізничний вокзал «Корнавен»
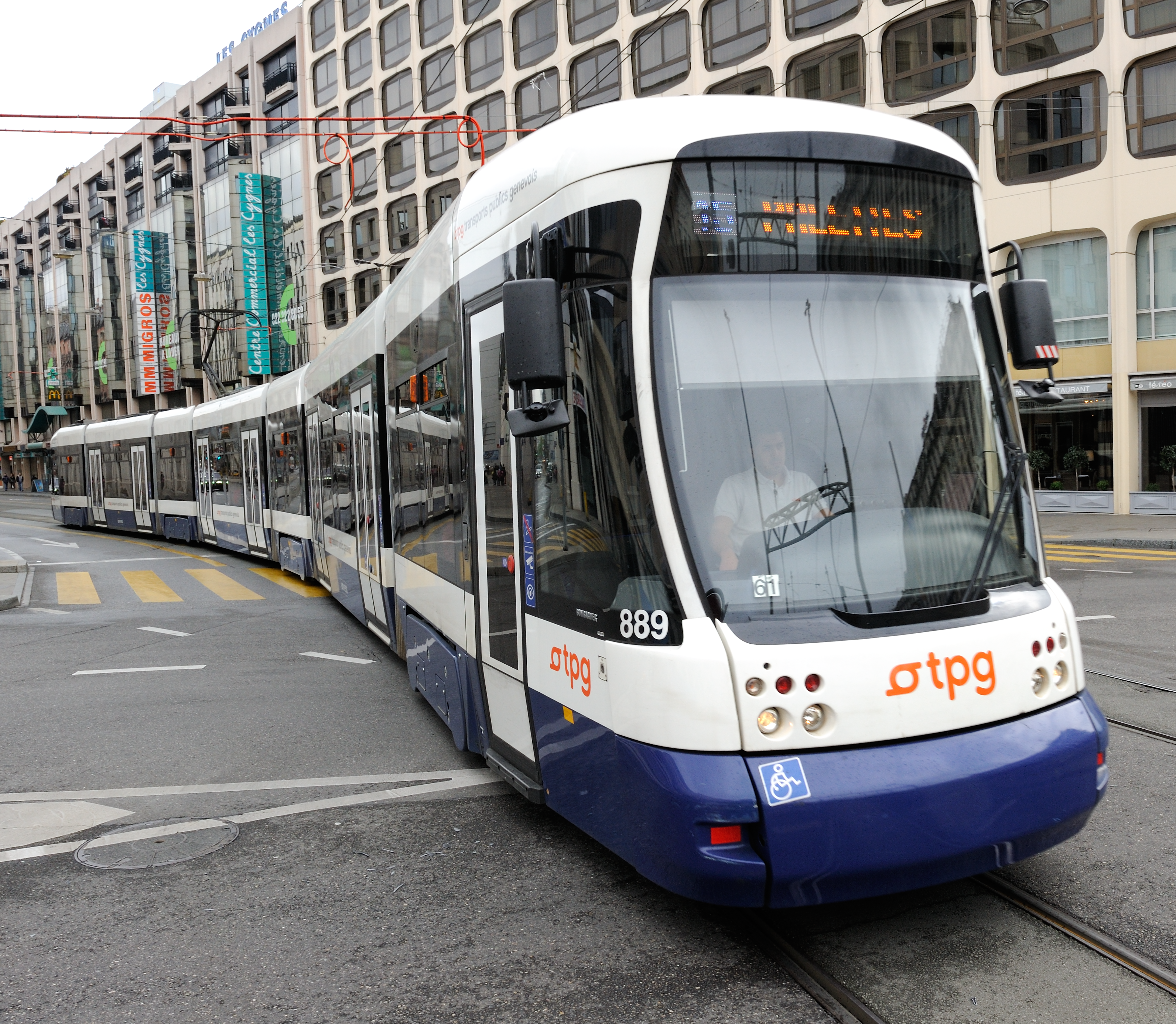
Женевський трамвай
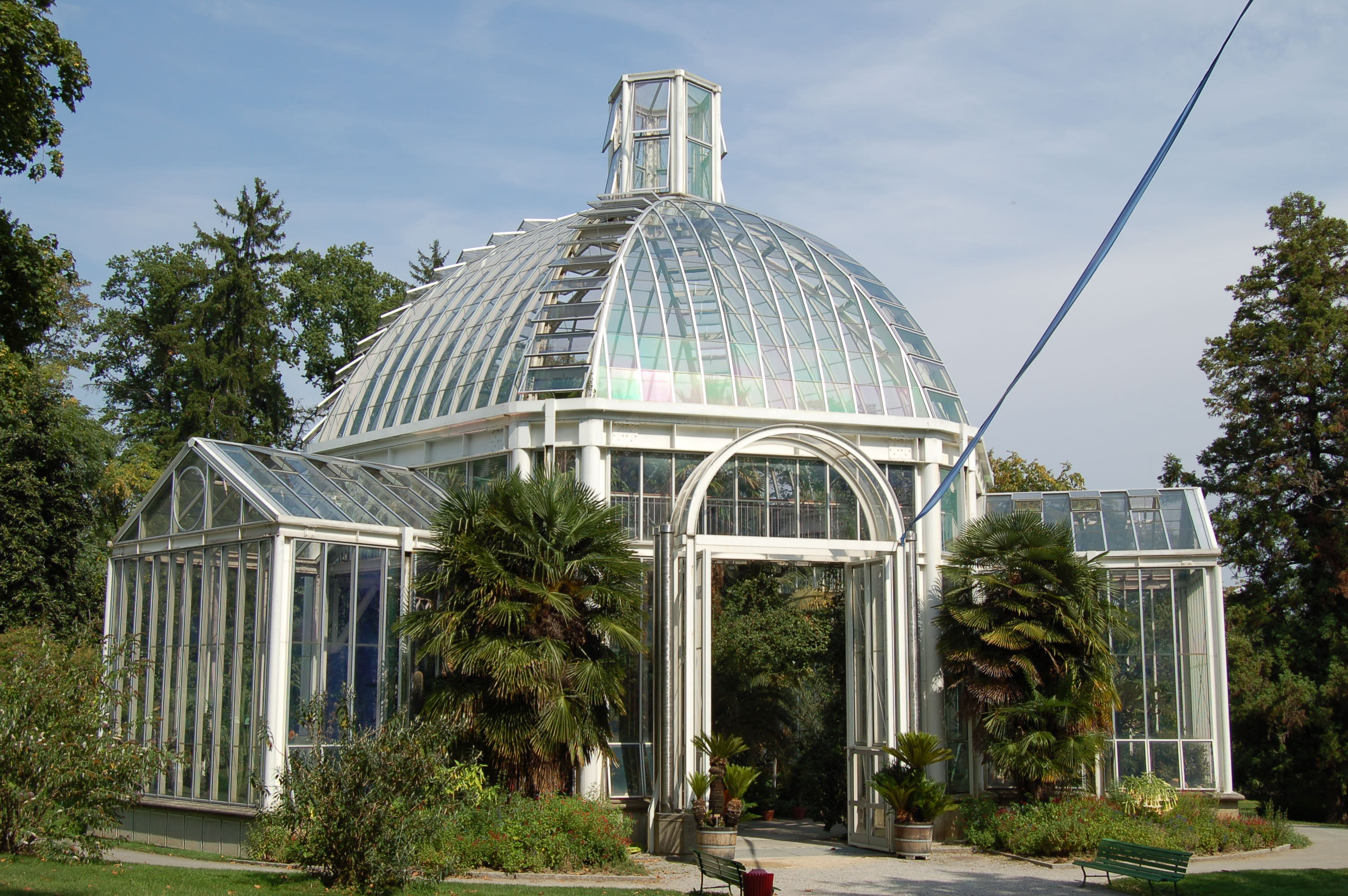
Ботанічний сад